# Hamidiye Kızılcaören, Kütahya
Hamidiyekızılca ören là một xã thuộc thành phố Kütahya, tỉnh Kütahya, Thổ Nhĩ Kỳ. Dân số thời điểm năm 2008 là 42 người.